# Strategus surinamensis
Strategus surinamensis är en skalbaggsart som beskrevs av Hermann Burmeister 1847. Strategus surinamensis ingår i släktet Strategus och familjen Dynastidae. Utöver nominatformen finns också underarten S. s. hirtus.